# Oudewater
Oudewater est une commune et ville néerlandaise située dans le sud-ouest de la province d'Utrecht, à la limite avec la Hollande-Méridionale. Elle couvre une superficie de 40,1 km2 dont 1,2 km2 d'eau, pour 10 136 habitants (2021).

## Histoire
Oudewater est fondée vers 1100 dans un méandre où le Lange Linschoten rencontre le Hollandse IJssel. L'origine du nom Oudewater est inconnue. Il pourrait probablement s'agir d'une corruption d'oude (uiter)waarden (« anciennes valeurs (extérieures) »). Oudewater avait une position stratégique, étant située dans la zone frontalière du comté de Hollande et du sticht d'Utrecht. La ville obtient les droits de cité par la volonté du 38e évêque d'Utrecht, Henri de Vianden, vers 1265. La ville devient dès lors une forteresse frontalière d'importance.
Oudewater appartenait à l'origine au sticht d'Utrecht. En 1280, ce dernier perd la ville au profit du comté de Hollande. Oudewater est assiégée en 1401 lors des guerres d'Arkel (en néerlandais : Arkelse Oorlogen). Oudewater retourne à nouveau sous l'influence d'Utrecht après une période d'environ 700 ans, lorsque les limites provinciales sont révisées en 1970. Du 19 septembre 1814 au 1er juillet 1970, la commune d'Oudewater appartient en effet à la province contemporaine de Hollande-Méridionale.
Oudewater participe le 19 juillet 1572 avec onze autres villes à la première réunion des États libres à Dordrecht. Lors de cette réunion, les bases juridiques pour l'État des Pays-Bas sous l'influence de la maison d'Orange sont élaborées. En conséquence de cet acte de sédition officiel vis-à-vis de la Couronne d'Espagne, la population de la ville est exterminée par l'armée espagnole, après un bref siège, le 7 août 1575. La légende raconte que seuls trois habitants survivent à ce massacre. Le siège et la capture d'Oudewater sont connus sous le nom de meurtre d'Ouderwater (nl) (en néerlandais : Oudewaterse Moord). Ce massacre est toujours actuellement commémoré chaque année. Lors de la prise d'Oudewater, un incendie s'est déclaré, qui détruit une grande partie des bâtiments médiévaux.
Oudewater était renommée pour sa production de cordes aux XVIe siècle et XVIIe siècle, ce qui en fait une ville prospère. Cette corde est utilisée, entre autres, pour les navires de la Compagnie néerlandaise des Indes orientales. Un grand nombre de bâtiments dans le centre-ville historique datent encore de cette période de reconstruction prospère après le terrible meurtre d'Ouderwater.
Le chanvre était utilisé comme matière première pour la fabrication de la corde. Il est donc cultivé dans une zone bien plus étendue que la commune d'Oudewater. Pendant le traitement de ce chanvre, le jus de la plante, de couleur jaune, est utilisé sur les tabliers des fabricants de corde. Les habitants de la ville sont donc encore appelés les Geelbuiken (ou ventres jaunes). Jusqu'au début du XIXe siècle, cette industrie employait beaucoup à Oudewater. De nos jours, Oudewater dispose encore d'une entreprise dans l'industrie de la corde : la Fabrique de cordes G. van der Lee. Fondée en 1545, cette fabrique de cordes était la plus ancienne entreprise familiale aux Pays-Bas, jusqu'à son rachat par le groupe Hendrik Veder en 2013.
Après la Trêve de douze ans, Oudewater est moins impliquée dans la révolte contre l'Espagne. Les fortifications sont négligées dans la période qui suit, ce qui explique que le 25 juin de l'année désastreuse de 1672, la ville est forcée de se rendre — sans se battre — face aux Français. Le château Huis te Vliet, qui était déjà devenue une ruine, reste cependant entre les mains des Hollandais et constitue une base d'attaques contre les Français. Après 1672, Oudewater est renforcée et une fois fortifiée, elle fera partie de la ligne de défense Oude Hollandse Waterlinie.
Aux XVIIe siècle et XVIIIe siècle, la ville perd son rôle important en Hollande. La fabrication de filets et de cordes reste d'une grande importance économique, tandis que la population reste stable à moins de 2 000 personnes. En 1808, seulement 20 des 52 ateliers sont encore en service. La perte de l'industrie de la corde, en partie due à l'industrialisation, conduit à un appauvrissement d'Oudewater. Les fortifications sont démolies dans la seconde moitié du XIXe siècle. Cette même période est caractérisée par l'émancipation de la population catholique, conduisant à la construction de l'église Saint-François, d'un monastère, d'un hôpital et de plusieurs écoles.
De 1855 à 1936, Oudewater est desservie par une gare à Papekop sur la ligne ferroviaire d'Utrecht à Rotterdam, traversant ainsi la commune. De 1906 à 1931, un tramway à cheval circule entre Oudewater et la gare, le Gemeentetram Oudewater. Il existe un service de bus entre 1931 et 1936. Auparavant, de 1883 à 1907, Oudewater est reliée par tramway à Gouda par la ligne de tramway de Gouda à Oudewater. En 1936, la gare et la ligne de tramway sont fermées.
Au XXe siècle, après des années de négligence due à la pauvreté, de nombreux bâtiments du centre-ville sont dans un état déplorable. En 1910, la confrérie des protestants, la Remonstrantse Broederschap, lance une campagne pour restaurer la maison natale de Jacobus Arminius. Le Waag (ou hôtel des poids) est aussi entièrement restauré en 1936. De nombreux bâtiments historiques du centre-ville suivent cet exemple. Après la Seconde Guerre mondiale, Oudewater se développe avec un certain nombre de zones résidentielles, principalement au nord du centre-ville historique. En 1988, les anciennes municipalités de Snelrewaard et de Hoenkoop, ainsi qu'une partie de Willeskop, sont annexées à la municipalité.
En 2015, le 750e anniversaire de l'obtention des droits de la ville d'Oudewater est célébré avec exubérance, comprenant une visite du roi Guillaume-Alexandre le 3 juillet 2015.

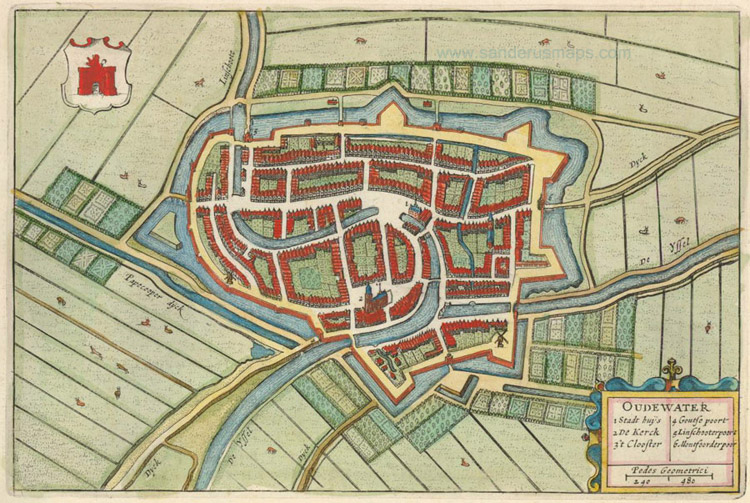
Plan de la ville vers 1649 d'après J. Blaeu. Au sud, la Gentsepoort, à l'est, la Montforterpoort et au nord-ouest la Linschooterpoort.
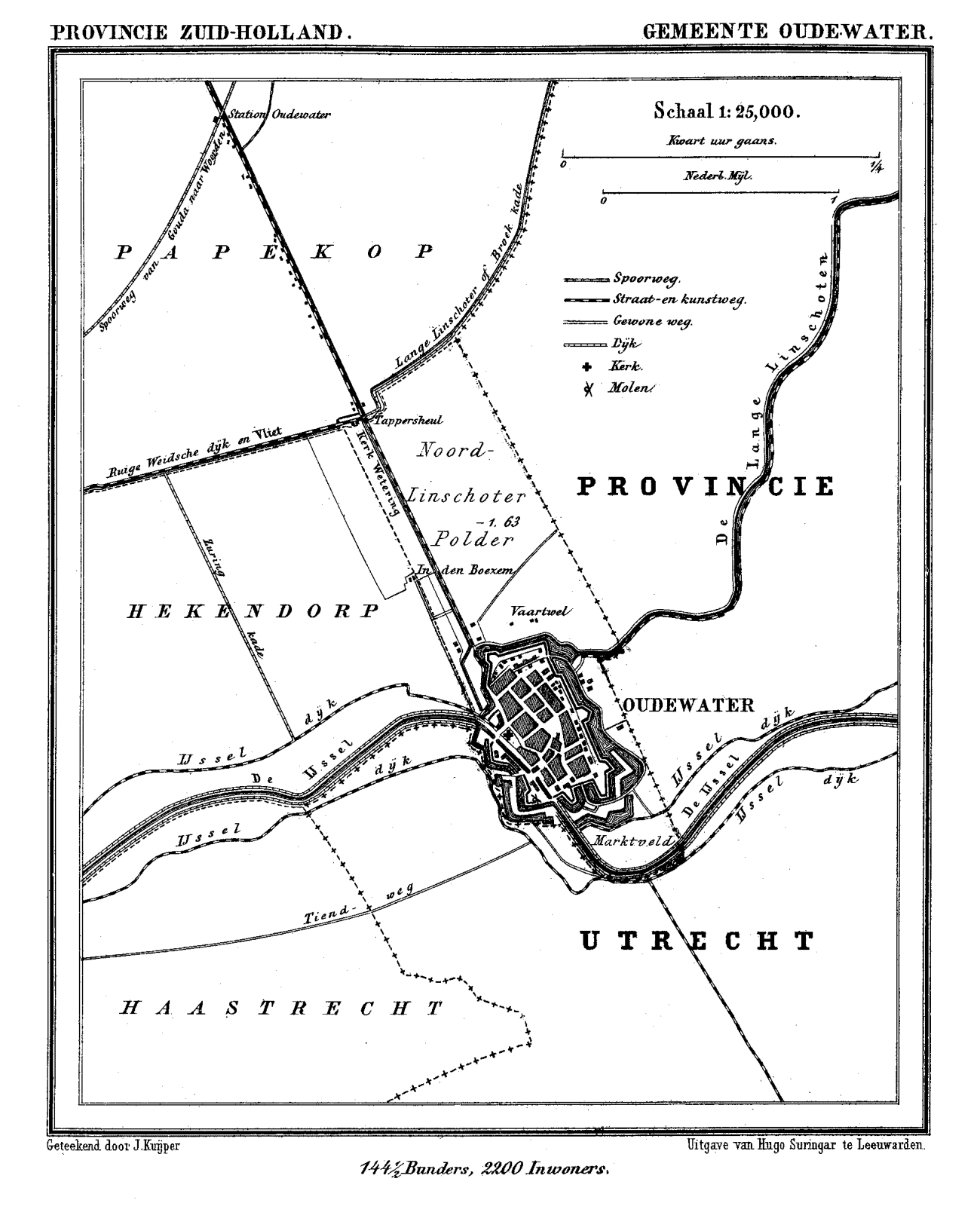
La ville au XIXe siècle. Dans l'angle haut à gauche, la ligne de chemin de fer d'Utrecht à Rotterdam et l'ancienne gare.
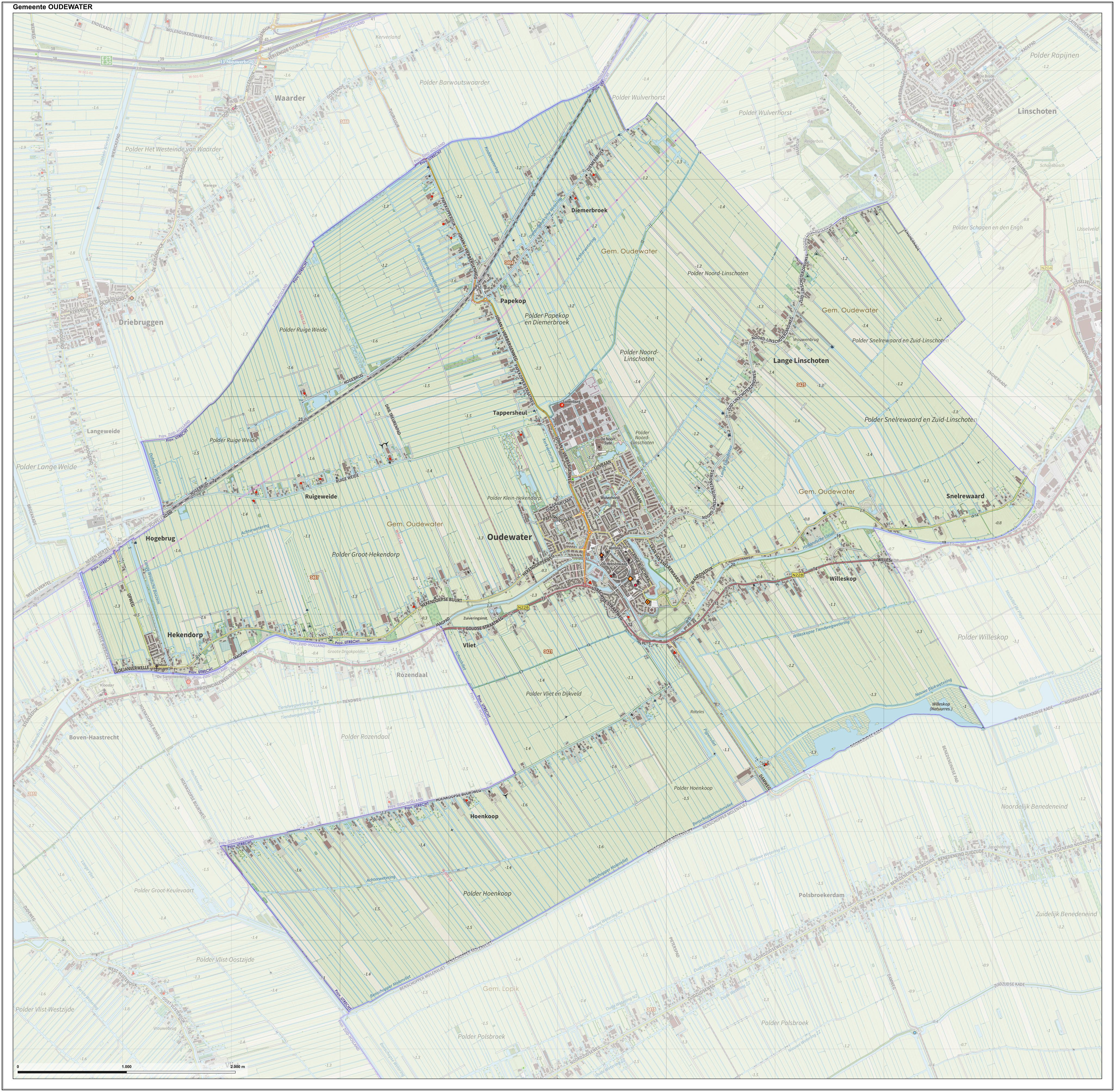
Carte topographique de la commune (2017).

## Personnalités liées à la commune
- Jacobus Arminius (vers 1560-1609), théologien protestant, né à Oudewater
- Gérard David (1455-1523), peintre, né à Oudewater
- Maaike Coljé (née en 1997), cycliste professionnelle

## Galerie

Oudewater
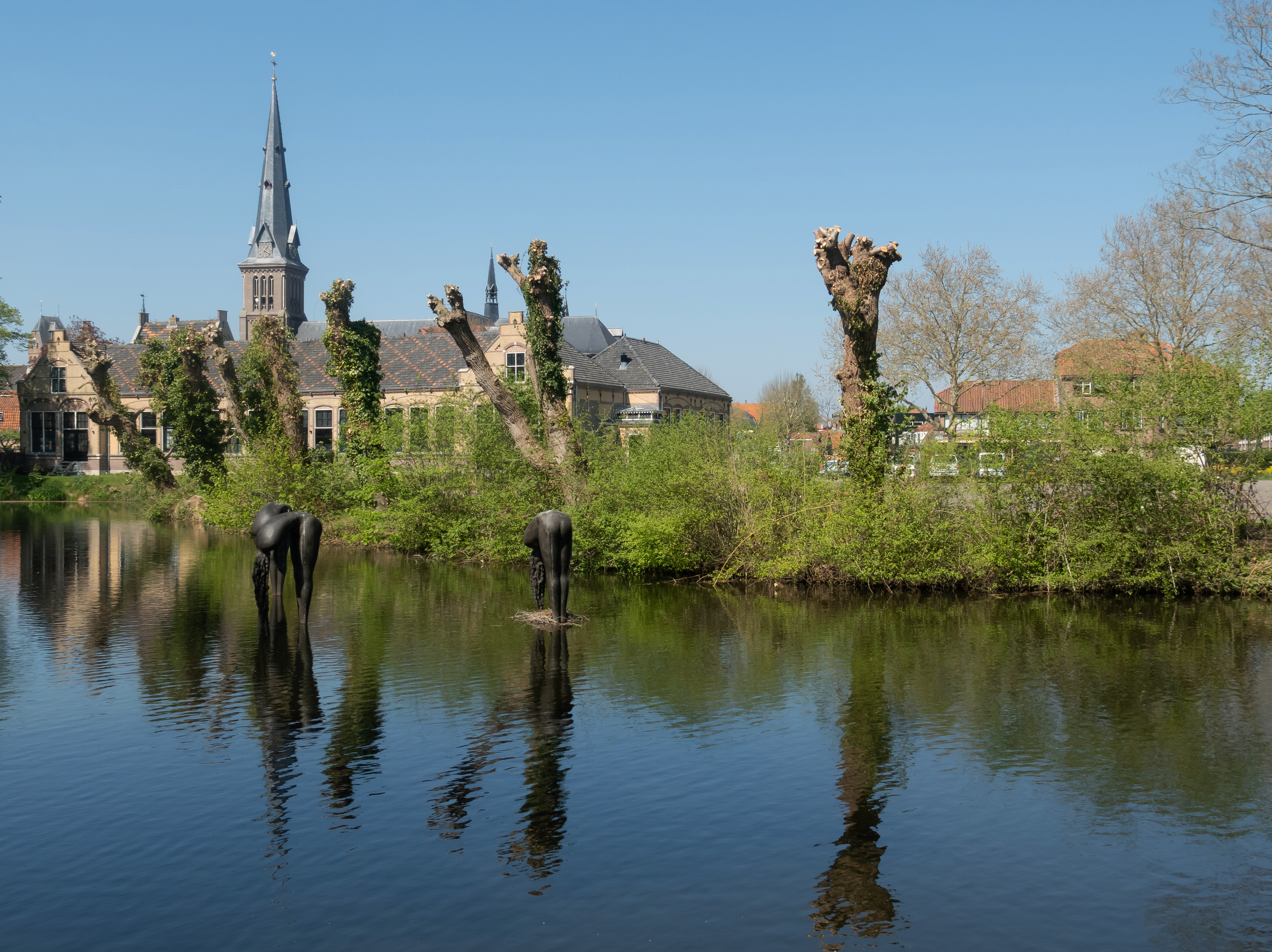
L'église (Sint-Franciskuskerk) depuis le Waardsedijk
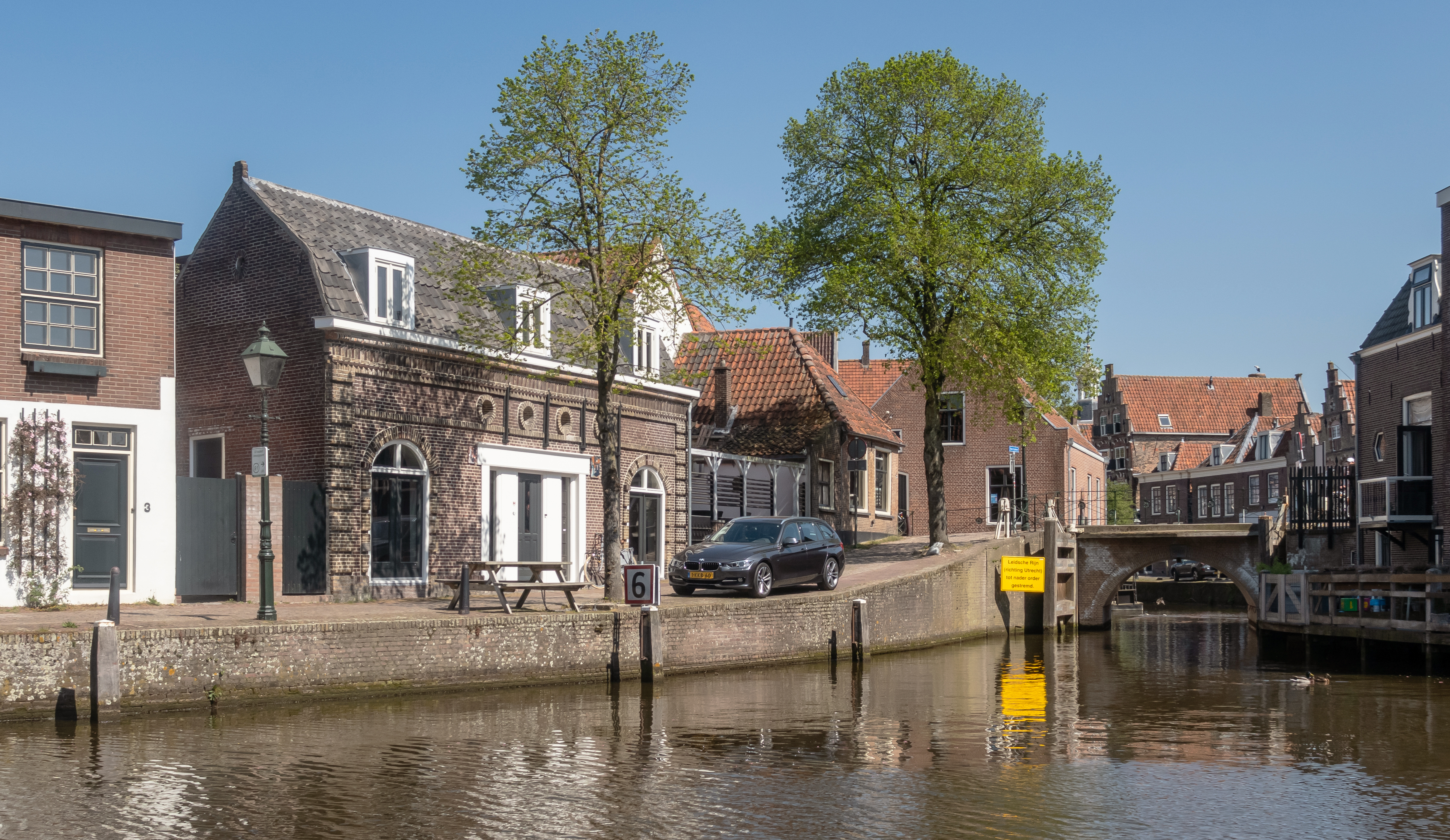
Vue sur le canal et le pont depuis l'IJsselkade
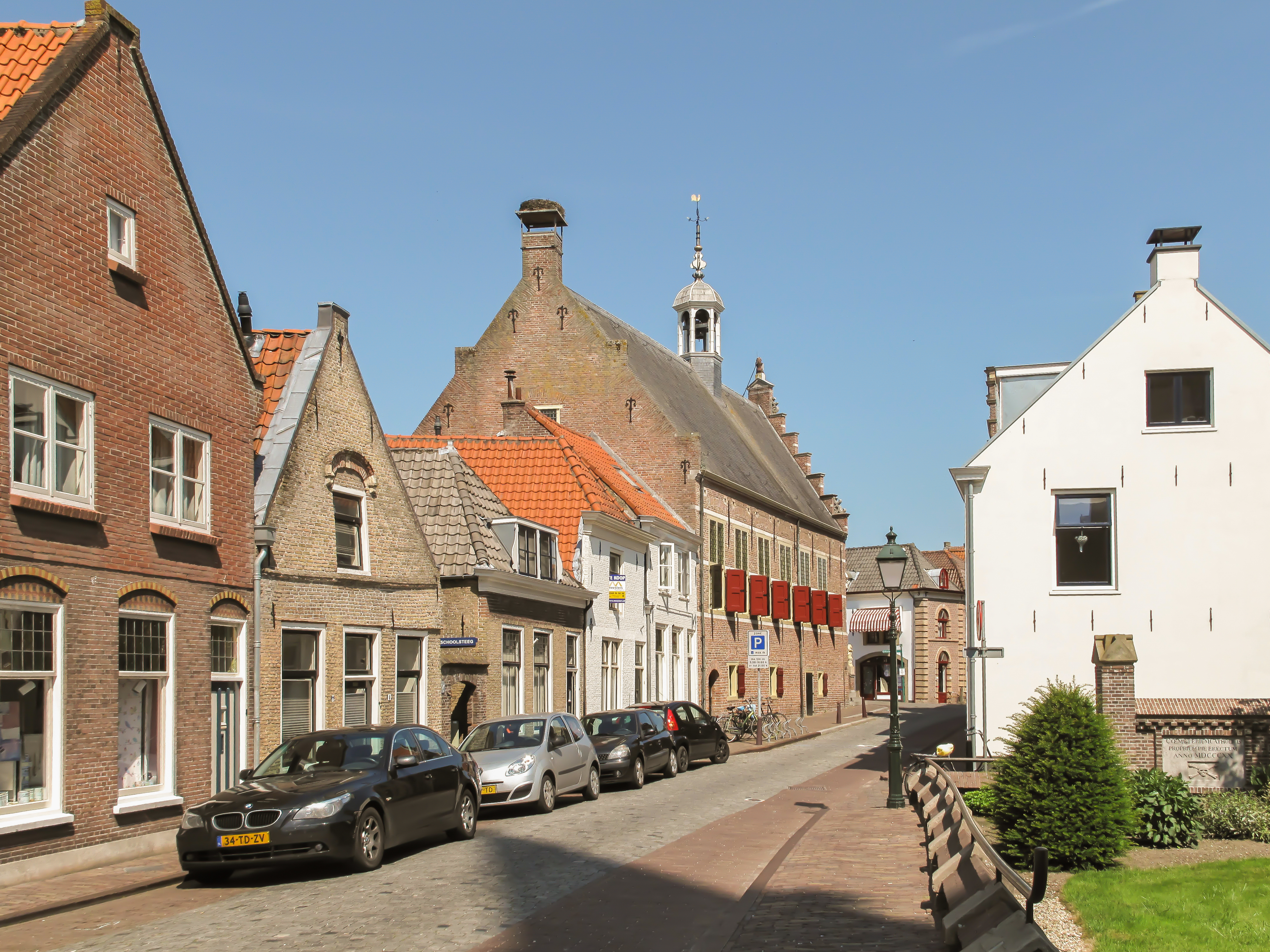
Ancien hôtel de ville aux volets rouges.
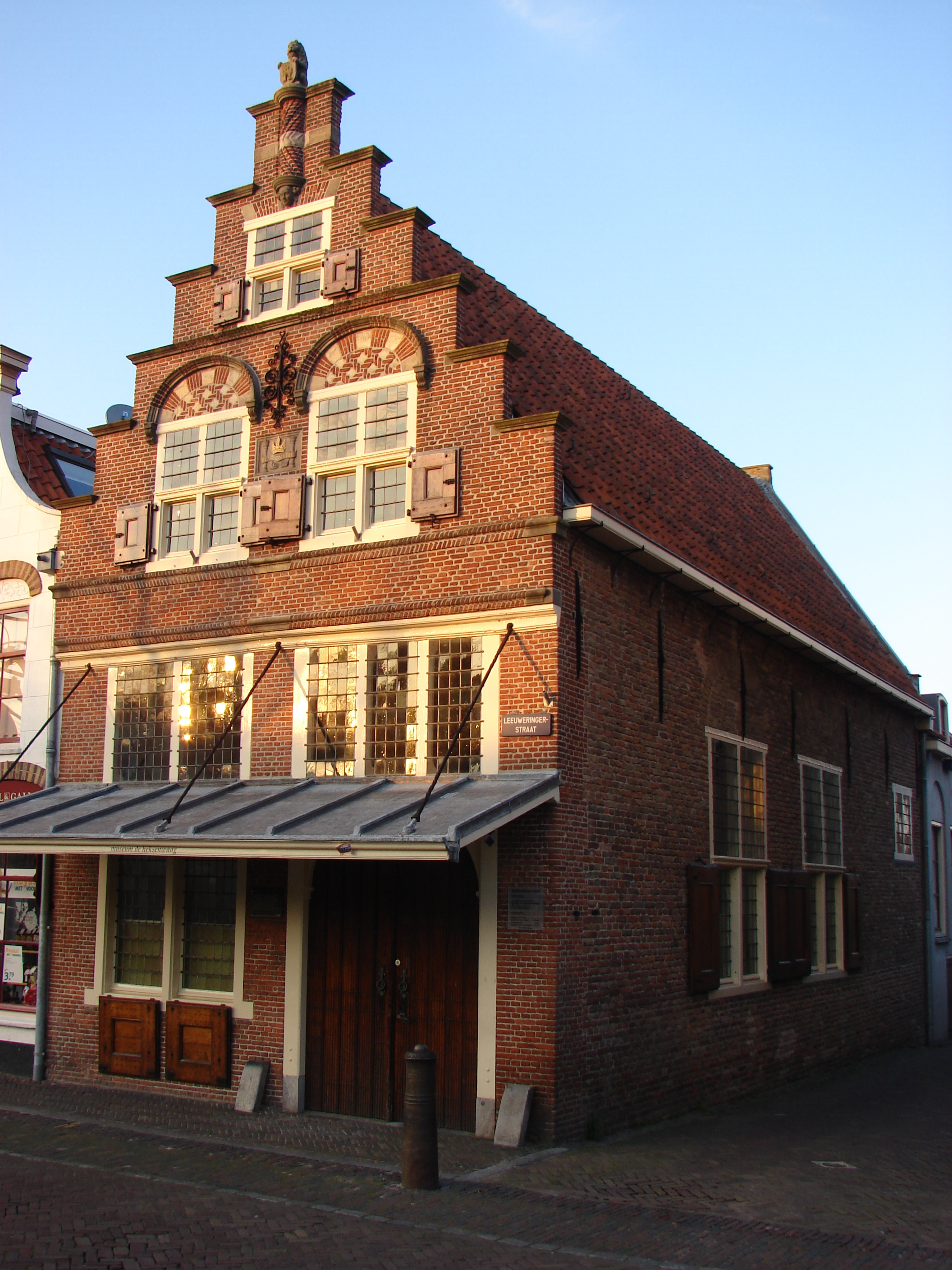
Le Waag, hôtel des poids.
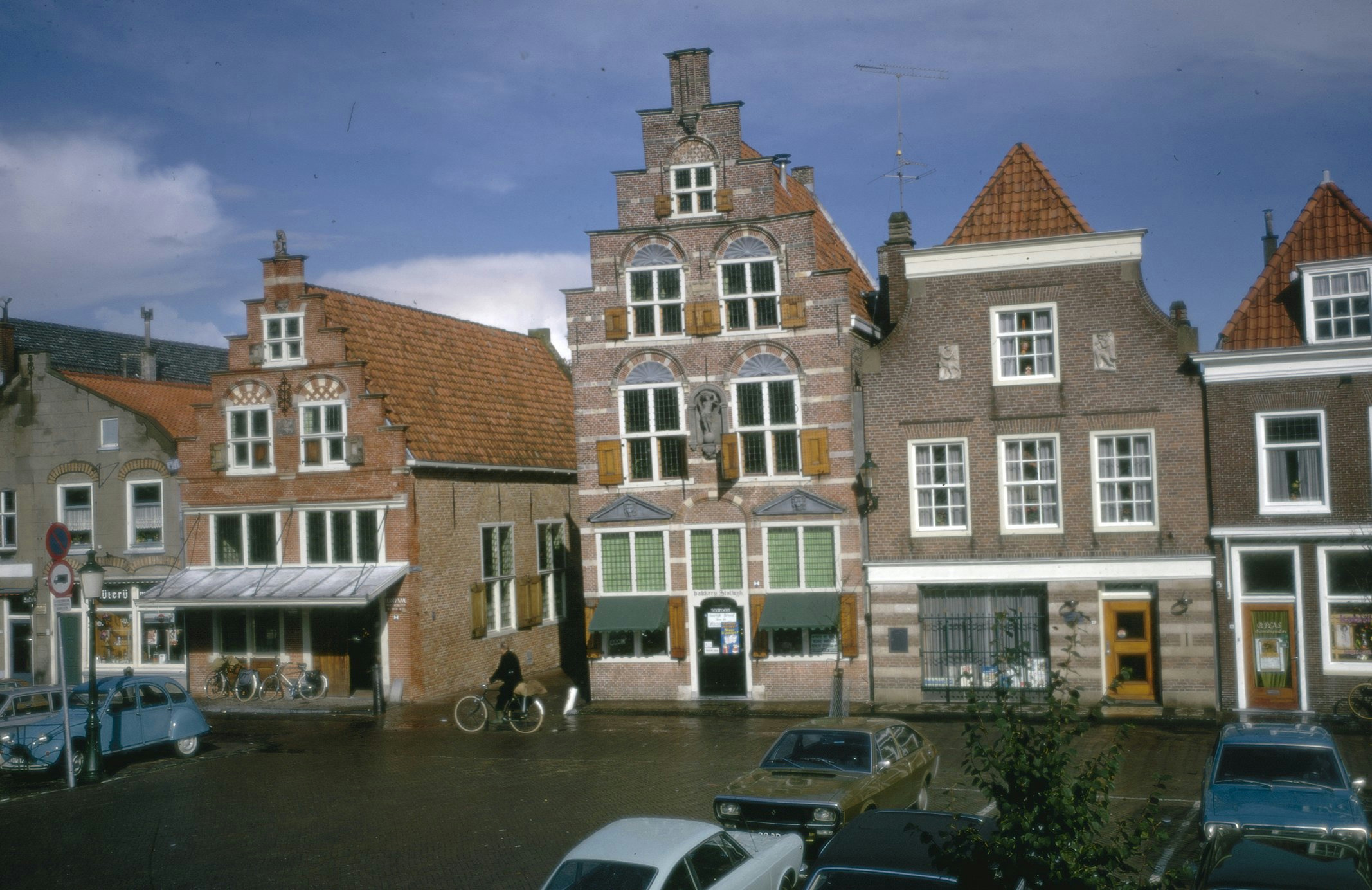
Quelques façades.